# Rhaptapagis
Genre
Rhaptapagis est un genre de limnoméduses (hydrozoaires) de la famille des Microhydrulidae.

## Liste d'espèces
Selon World Register of Marine Species (27 février 2019) :
- Rhaptapagis cantacuzenei Bouillon & Deroux, 1967 - espèce type

## Étymologie
Le genre Rhaptapagis, « coussin piège », doit son nom à sa morphologie et à son mode d'alimentation.

## Publication originale
- Bouillon & Deroux, 1967 : Remarques sur les Cnidaires du type de Microhydrula pontica Valkanov, 1965, trouvés à Roscoff. Cahier de Biologie marine, vol. 8, n. 3, pp. 253-272 (fr).